# Kongeåpastoratet
Kongeåpastoratet er et pastorat i Ribe Domprovsti, Ribe Stift med de fire sogne:
- Vilslev Sogn
- Hunderup Sogn
- Jernved Sogn
- Hjortlund Sogn

I pastoratet er der fem kirker
- Vilslev Kirke
- Hunderup Kirke
- Jernved Kirke
- Gredstedbro Kirke
- Hjortlund Kirke

Kilder:
https://www.kongeaapastoratet.dk/

http://sogn.dk/vilslev/fakta-om-sognet/